# Paprotno (powiat drawski)
Paprotno – była wieś w Polsce, obecnie nie wymieniana w TERYT, położona w województwie zachodniopomorskim, w powiecie drawskim, w gminie Drawsko Pomorskie.